# Mecranium ovatum
Mecranium ovatum är en tvåhjärtbladig växtart som beskrevs av Célestin Alfred Cogniaux. Mecranium ovatum ingår i släktet Mecranium och familjen Melastomataceae. Inga underarter finns listade i Catalogue of Life.